# Francesco Spoto
Francesco Spoto, MSP (8. července 1924, Raffadali – 27. prosince 1964, Erira) byl italský římskokatolický kněz a řeholník kongregace Misijních služebníků chudých, zabitý v Demokratické republice Kongo, kde působil jako misionář. Katolická církev jej uctívá jako blahoslaveného mučedníka.

## Život
Narodil se dne 8. července 1924 v obci Raffadali a 24. září téhož roku byl pokřtěn. Jeho bratranec byl knězem.
Roku 1936 vstoupil v Palermu do kněžského semináře, vedeného kongregací Misijních služebníků chudých. Během formace zde do kongregace také vstoupil a dne 1. listopadu 1940 složil své první dočasné řeholní sliby. Na kněze byl vysvěcen dne 22. července 1951 v katedrále Nanebevzetí Panny Marie v Palermu z rukou kardinála Ernesta Ruffiniho. Na generální kapitule byl roku 1959 zvolen generálním představeným své kongregace. Ve své funkci se mimo jiné zasloužil o zahájení beatifikačního procesu zakladatele kongregace Giacoma Cusmana, který byl blahořečen roku 1983. Kongregace se také za jeho působení značně rozrostla.
Dne 4. srpna 1964 odcestoval do Biringi v Demokratické republice Kongo, aby zde pomáhal organizovat misii jeho kongregace. V té době zde panovala občanská válka mezi příznivci Patrice Lumumba a Mobutu Sese Seka a docházelo zde k násilí také vůči aktivním křesťanům. Dne 20. září 1964 se zřekl funkce generálního představeného své kongregace, aby se zde mohl plně věnovat misijní činnosti. Dne 3. prosince 1964 jej a čtyři jeho společníky zajali revolucionáři. I když se mu později podařilo uprchnout, zemřel na následky zranění a bití zaopatřen svátostmi dne 27. prosince 1964 v osadě Erira v provincii Orientale. Jeho společníci se v pořádku vrátili. Pohřben byl v místě svého úmrtí a dne 14. října 1984 byly jeho ostatky přeneseny do Palerma.

## Úcta
Jeho beatifikační proces započal dne 5. června 1992, čímž obdržel titul služebník Boží. Dne 26. června 2006 podepsal papež Benedikt XVI. dekret o jeho mučednictví.
Blahořečen pak byl dne 21. dubna 2007 v katedrále Nanebevzetí Panny Marie v Palermu. Obřadu předsedal jménem papeže Benedikta XVI. kardinál Salvatore De Giorgi.
Jeho památka je připomínána 27. prosince. Bývá zobrazován v kněžském oděvu.